# Keakealanikane
Keakealanikane (1575. – o. 1635.) bio je 18. kralj otoka Havaji, koji je vladao od 1605. godine do svoje smrti.
Bio je sin kraljice vladarice Kaikilani.
Oženio je svoju polusestru Kealiʻiokalani te Kaleimakaliʻi i Kalaʻaiheanu.
Naslijedila ga je kći Keakamahana.
Bio je djed kraljice Keakealaniwahine.